# 沃尔夫冈·马格
沃尔夫冈·马格（德語：Wolfgang Mager，1952年8月24日—），德国男子赛艇运动员。他曾代表东德参加1972年和1976年夏季奥林匹克运动会赛艇比赛，其中1972年奥运会获得男子双人单桨无舵手金牌，1976年奥运会获得男子四人单桨无舵手金牌。